# Роланд Міченер
 Ро́ланд Мі́ченер  (англ. Daniel Roland Michener; 19 квітня 1900; Лакомб, Північно-західні території, нині Лакомб, Альберта—6 серпня 1991, Торонто, Онтаріо) — адвокат, канадський політик, дипломат і 20-й генерал-губернатор Канади.

## Біографія

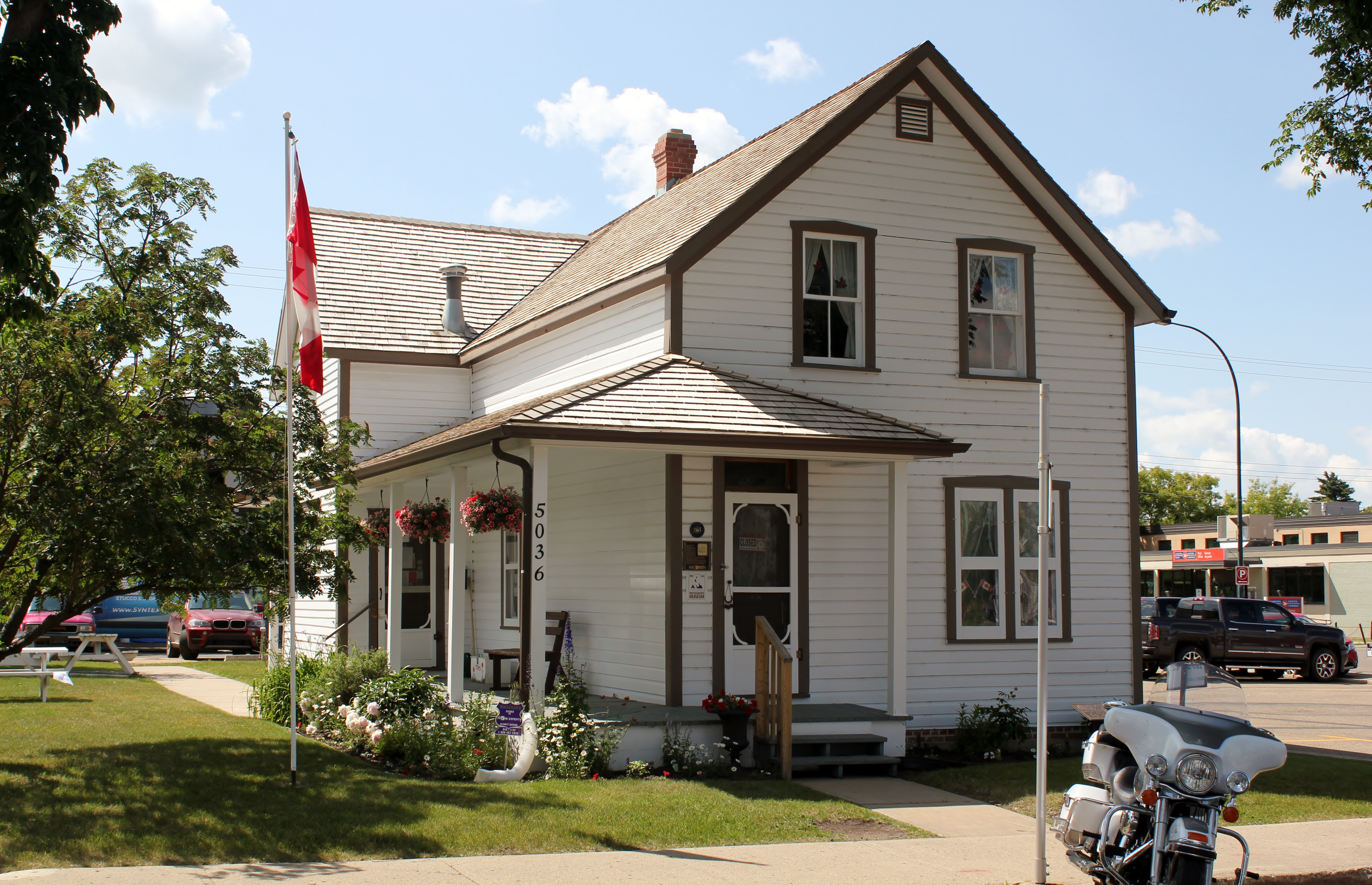
Будинок Роланда Міченера в Лакомбі — пам'ятка культурної спадщини

Майбутній генерал-губернатор Канади народився в Лакомбі, Альберта (тоді частина Північно-Західних територій), у родині сенатора Едварда Міченера (англ. Edward Michener) та Мері Е. Роланд (англ. Mary E. Roland).
Роланд Міченер — родський стипендіат і випускник Альбертського університету (англ. Bachelor of Arts). Ще студентом Оксфордського університету Міченер грав у хокейній команді Оксфордського університети та познайомився з Лестером Пірсоном. Завершивши навчання ступенями (англ. Master of Arts і англ. Bachelor of Civil Law), [1] повернувся в Канаду та займався адвокатською практикою в місті Торонто.
1945 року Міченера обрано як депутата до Законодавчої палати провінції Онтаріо від Партії консерватистів, згодом став Секретарем і Реєстратором провінції Онтаріо. У 1948 Міченер програв у провінціних виборах.
1953 року Міченера обрано депутатом Канадського парламенту від Партії консерватистів Канади. У 1957 став Спікер парламенту — але в 1962 програв у федеральних виборах.
Міченер служив канадським послом у Непалі (1964—1967) [6] і Індії (1965—1967) [5].
У 1967 Міченера назначено Генерал-губернатором Канади, обіймав посаду до 1974 [7].

## Досягнення
Серед досягнень Міченера на посаді глави уряду 
- Офіційний представник Всесвітньої Виставки Експо 67 в Монреалі у 1967.
- Нагороджений «Орденом Канади» у 1967.
- Державний візит у Тринідад і Тобаго у 1971.
- Створення призу спортивної риболовлі Трофей «Тунець Міченера» (англ. Michener Tuna Trophy)
- Створення «Нагорода Міченера за журналізм» (англ. Michener Award for Journalism) у 1971.
- Державний візит в Іран у 1971.
- Нагороджений Орденом «За військові заслуги» (Канада)" у 1972.
- У 1973 році став ректором Університету Квінз, обіймав посаду по 1980.